# مينا سوفاري
مينا سوفري (بالإنجليزية: Mena Suvari) ممثلة وعارضة أزياء أمريكية من مواليد 13 فبراير 1979، حاصلة على جائزة نقابة ممثلي الشاشة 1999 كأفضل فريق ممثلين عن دورهم في فيلم الجمال الأمريكي.

## مواقع خارجية
- مينا سوفاري على موقع IMDb (الإنجليزية)
- مينا سوفاري على موقع ميتاكريتيك (الإنجليزية)
- مينا سوفاري على موقع روتن توميتوز (الإنجليزية)
- مينا سوفاري على موقع قاعدة بيانات الأفلام العربية
- مينا سوفاري على موقع ألو سيني (الفرنسية)
- مينا سوفاري على موقع ميوزك برينز (الإنجليزية)
- مينا سوفاري على موقع أول موفي (الإنجليزية)
- مينا سوفاري على موقع قاعدة بيانات الأفلام السويدية (السويدية)
- مينا سوفاري على موقع إن إن دي بي (الإنجليزية)
- مينا سوفاري على موقع أول ميوزيك (الإنجليزية)